# Serra de Querol
|  | Per a altres significats, vegeu «Querol (desambiguació)». |

La Serra de Querol és una serra situada als municipis de la Coma i la Pedra, Guixers i Odèn, a la comarca del Solsonès, que forma part del massís del Port del Comte.